# Никола Божанић
Никола Божанић (Кореница, 7. мај 1912 — Нова Варош, 11. мај 1980) био је учесник Народноослободилачке борбе и генерал-пуковник ЈНА.

## Биографија
Пре рата био је учитељ. Учесник је Народноослободилачке борбе и члан Комунистичке партије Југославије (КПЈ) од 1941. године. Током рата је био командант батаљона, обавештајни официр друге пролетерске бригаде и начелник обавештајног одељења Главног штаба НОВ и ПО Србије, командант војне област Ваљева и Космета.
После рата завршио је Војноваздухопловну академију ЈНА. Био је на дужностима команданта Народне милиције НР Србије и Главне управе милиције СФРЈ, на штабним дужностима у Генералштабу ЈНА, командант војног подручја, председник испитне комисије за чин пуковника и начелник наставног одељења ВВА.
Погинуо је у саобраћајној незгоди 11. маја 1980. у близини Нове Вароши. Заједно са њим погинула је и његова супруга Даринка. Сахрањен је на Новом гробљу у Београду.
Носилац је Партизанске споменице 1941. и других југословенских одликовања, међу којма су — Орден заслуге за народ са златним венцем и  Орден братства и јединства са златним венцем и др.